# Mark 50 torpedo
Mark 50 torpedo je napredno lagano torpedo Američke mornarice za upotrebu protiv brzih podmornica koje rone duboko. Mk 50 se može lansirati iz svih protivpodmorničkih aviona i iz torpednih cevi na površinskim borbenim brodovima. Mk 50 je trebalo da zameni Mk 46 kao lako torpedo flote. Umesto toga, Mark 46 će biti zamenjen Mark 54 LHT.
Pogonski sistem sa skladištenom hemijskom energijom torpeda koristi mali rezervoar gasa sumpor-heksafluorida, koji se raspršuje preko bloka čvrstog litijuma, koji generiše ogromne količine toplote, koja stvara paru. Para pokreće torpedo u zatvorenom Renkinovom ciklusu, snabdevajući struju mlaznoj pumpi. Ovaj pogonski sistem nudi veoma važnu prednost u performansama u dubokoj vodi u tome što proizvodi sagorevanja — sumpor i litijum fluorid — zauzimaju manju zapreminu od reaktanata, tako da torpedo ne mora da ih potiskuje protiv povećanja pritiska vode dok se približava dubokvodnoj podmornici.

## Spoljašnje veze
- MK-50 Advanced Lightweight Torpedo via FAS
- USA Torpedoes since World War II - navweaps.com
- Issues Related to the Navy's Mark-50 Torpedo Propulsion System, General Accounting Office, January 1989 - has diagrams showing internal general arrangement, retrieved December 18, 2012